# Iso Tarsasaari
Iso Tarsasaari är en ö i Finland. Den ligger i sjön Iso Säynjärvi och i kommunen Joutsa i den ekonomiska regionen  Joutsa ekonomiska region  och landskapet Mellersta Finland, i den södra delen av landet, 190 km norr om huvudstaden Helsingfors. Öns största längd är 460 meter i nord-sydlig riktning.